# Le Ribay
 Le Ribay  es una población y comuna francesa, en la región de Países del Loira, departamento de Mayenne, en el distrito de Mayenne y cantón de Le Horps.

## Demografía
| 618 | 593 | 568 | 527 | 476 | 473 |
| Para los censos de 1962 a 1999 la población legal corresponde a la población sin duplicidades (Fuente: INSEE [Consultar]) |     |     |     |     |     |